# Szilágyi Erik
Szilágyi Erik (Budapest, 2001. február 2. –) Világjátékok 8. helyezett és Európa-játékok ezüstérmes, junior világbajnoki bronzérmes, tizenkétszeres korosztályos szumó-Európa-bajnok magyar szumóbirkózó.

## Sportpályafutása

### Birkózás
2012-2013
2014
2015-201

### Szumó
2014-2
2018
2019
2020-2021
2022

## Díjai, elismerései
- A Nemzeti Versenysport Szövetség Év Sportolója díjas versenyzője (2018).[1]